# Камп ноу
Камп ноу (кат. Camp Nou) је фудбалски стадион у Каталонији, Шпанија и смештен је у Барселони. Домаћин стадиона је шпански и европски познати фудбалски клуб ФК Барселона. Најпопуларнији европски стадион, може да прими 99.354 гледалаца. Камп Ноу је највећи стадион у Европи.

## Историја
Стадион је отворен 24. септембра 1957. утакмицом у којој су играли, домаћин ФК Барселона и један ол-стар тим из Варшаве. Спонзори стадиона су били исто навијачи ФК Барселоне. 1982. реновиран је Камп ноу за 120.000 гледалаца за светско првенство, али је због питања безбедности УЕФА смањила капацитет стадиона на 98.600 гледалаца. Камп ноу је један од 29 стадиона у Европи који има дозволу са 5 звездица.